# Таловский уезд
Таловский уезд — административно-территориальная единица Букеевской губернии (с 1920 года — в составе Киргизской АССР), существовавшая в 1919—1925 годах.
Таловский уезд с центром в с. Таловка был образован в 1919 году. В 1920 включал 8 кочевых волостей, имевших номера (с 1 по 8) вместо названий.
В январе 1921 года вместо 8 номерных волостей было создано 9 новых (все кочевые):
- Алгинская
- Бостандыкская
- Джаксыбаевская
- Джаргеншанская
- Икшейская
- Кажольская
- Марсунская
- Таловская
- Хаирлинская

6 апреля 1923 года Алгинская и Джаргеншанская волости присоединены к Бостандыкской (центром которой стало с. Таловка), Икшейская и Марсунская — к Джаксыбаевской, Кажольская и Хаирлинская — к Таловской (центр — урочище Тленши-Сой).
13 марта 1924 года из Джамбейтинского уезда Уральской губернии в Таловский уезд была передана Сламихинская волость (центр — п. Сламихин). В тот же период была образована Джигерская волость с центром в урочище Мереке.
18 мая 1925 года Таловский уезд был упразднён, а его территория передана в Букеевский уезд Уральской губернии